# Danh sách phát minh và khám phá của người Ấn Độ

Tiểu lục địa Ấn Độ

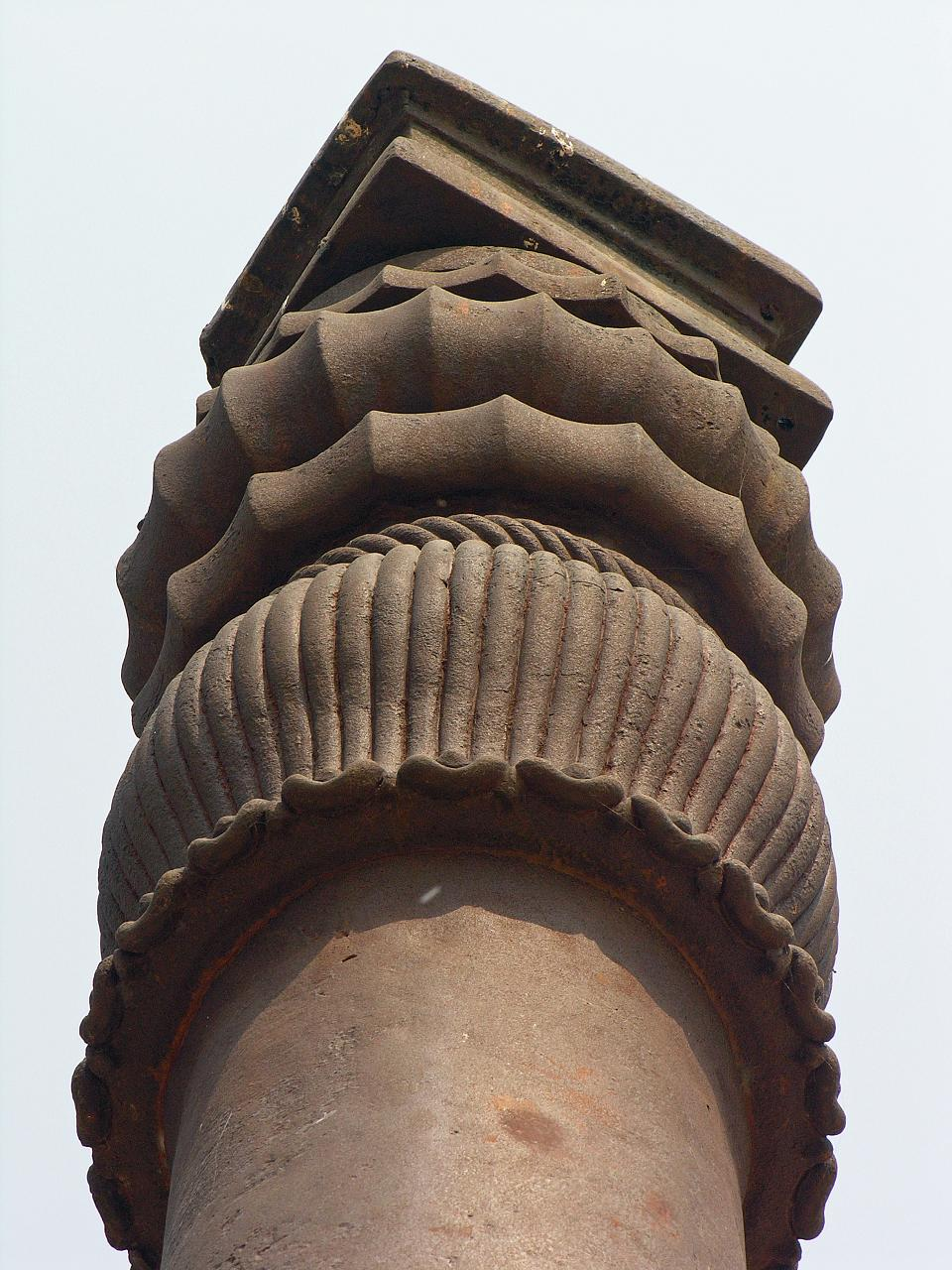
Chất lượng sắt dùng để chế tạo trụ cột này cực kỳ tinh khiết và không hề bị gỉ sét ngay cả sau 2000 năm.

Danh sách các phát minh và khám phá của Ấn Độ này nêu chi tiết các phát minh, khám phá khoa học và đóng góp của Ấn Độ, bao gồm cả những phát minh từ tiểu lục địa Ấn Độ lịch sử và nước cộng hòa Ấn Độ ngày nay. Nó lấy từ toàn bộ lịch sử văn hóa và công nghệ của Ấn Độ, trong đó kiến trúc, thiên văn học, bản đồ học, luyện kim, logic, toán học, đo lường và khoáng vật học là một trong những ngành nghiên cứu mà các học giả theo đuổi. Trong thời gian gần đây, khoa học và công nghệ tại Cộng hòa Ấn Độ cũng tập trung vào kỹ thuật ô tô, công nghệ thông tin, truyền thông cũng như nghiên cứu về công nghệ không gian và công nghệ cực.
Đối với mục đích của danh sách này, các phát minh được coi là những phát minh công nghệ đầu tiên được phát triển trong lãnh thổ Ấn Độ, vì vậy không bao gồm các công nghệ nước ngoài mà Ấn Độ có được thông qua tiếp xúc hoặc bất kỳ người gốc Ấn Độ nào sống ở nước ngoài thực hiện bất kỳ đột phá nào ở vùng đất nước ngoài. Nó cũng không bao gồm không phải là một ý tưởng mới, các giải pháp thay thế bản địa, các giải pháp thay thế chi phí thấp, các công nghệ hoặc khám phá được phát triển ở nơi khác và sau đó được phát minh riêng tại Ấn Độ, cũng như các phát minh của người Ấn Độ di cư hoặc người Ấn Độ di cư ở những nơi khác. Những thay đổi trong các khái niệm nhỏ về thiết kế hoặc phong cách và các sáng kiến nghệ thuật không xuất hiện trong danh sách này.

## A
- Ayurveda

## Â

Ký hiệu "Om" hoặc "Aum" trong Devanagari, có biểu tượng mặt trăng và mặt trời trên cùng

- Ấn Độ giáo (Hindu giáo)Ký hiệu "Om" hoặc "Aum" trong Devanagari, có biểu tượng mặt trăng và mặt trời trên cùng

## C
- Cờ vua

## D
- Dầu gội (shampoo)

## H
- Hệ chữ số Hindu-Ả Rập
- Hiệu ứng Raman

## P
- Phật giáo

## S
- Số 0
- Stupa

## T
- Thuốc nhuộm màu chàm

## Y
- Yoga